# Elisabeth Dobrzensky de Dobrzenicz
Elisabeth Maria Adelheid Dobrzensky de Dobrzenicz (em tcheco: Alžběta Marie-Adélaïde Dobřenská z Dobřenic; Chotěboř, 7 de dezembro de 1875 — Sintra, 11 de junho de 1951), foi uma nobre tcheca, cujo casamento com o Príncipe Pedro de Alcântara de Orléans e Bragança, filho mais velho da Princesa Isabel, herdeira do trono do Brasil, levou à renúncia da reivindicação do marido ao trono brasileiro. Foi a quarta criança de Jan Vaclav II, Conde de Dobrzensky, e usou, de cortesia, o título de Condessa de Dobrzensky, embora não fosse herdeira desse título nobiliárquico.

## Biografia
Nascida em Chotěboř em 1875, território então pertencente ao Império Austro-Húngaro (1867-1918) e hoje pertencente à República Tcheca, Elisabeth Dobrzensky era a única filha de Jan Vaclav II (1841-1919), conde de Dobrzenicz, e de sua esposa, Elizabeth de Kottulin e Krzischkowitz (1850-1929). Tinha três irmãos mais velhos (Johannes, Otokar, Jaroslav) e um irmão caçula (Kunata). A família Dobrzensky tinha propriedades de produção de cerveja na Boêmia.

### Casamento

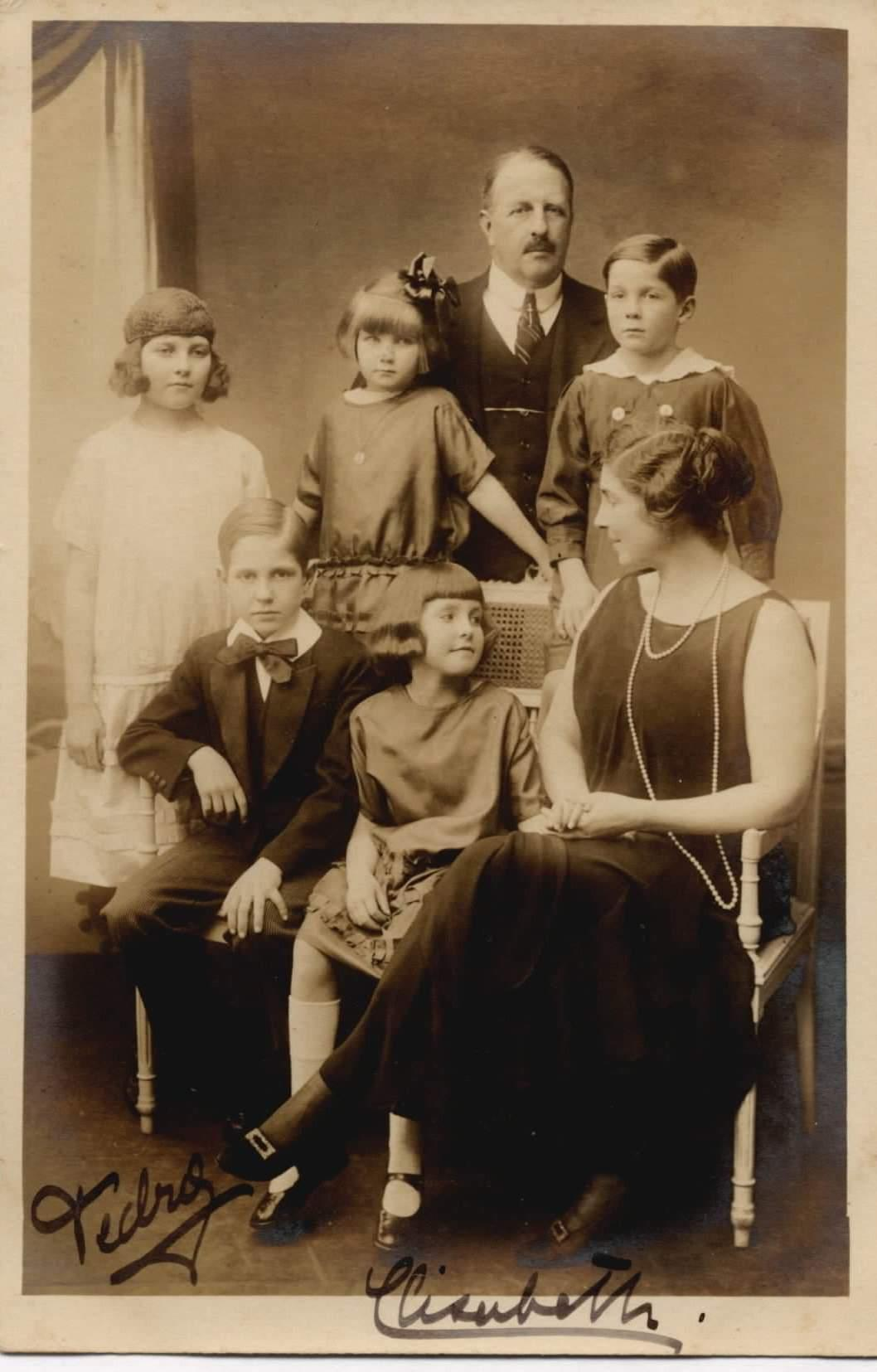
Elisabeth, Pedro de Alcântara e seus filhos

Em 30 de outubro de 1908 Pedro de Alcântara de Orléans e Bragança, noivo e namorado de Elisabeth havia oito anos, foi obrigado por sua mãe, a princesa Isabel do Brasil, a assinar um documento em que renunciava a seus direitos dinásticos e aos de seus descendentes devido ao seu plano de casar-se com Dobrzensky. A mãe do príncipe acreditava que seu filho mais velho, considerado herdeiro do trono por republicanos, deveria seguir a antiga tradição da época: matrimônio somente com dinastas de casas monárquicas (ou seja, membros de famílias reais, mesmo de reinos já extintos), jamais apenas com um membro da nobreza, descartando totalmente o casamento com um plebeu.
Além disso, Isabel nem sequer via com bons olhos as origens da família de Elisabeth, uma vez que seu avô paterno, Jan Josef II, foi quem primeiro recebera o título nobiliárquico de conde de Dobrzenicz (seus antecedentes haviam sido até então barões). O próprio título de sua nora era tido meramente como de cortesia, haja vista que apenas varões herdavam o condado.
Todavia, para que seus netos não perdessem o status de príncipes, Gastão de Orléans, pai de Pedro de Alcântara, buscou reaver a estes os direitos de sucessão ao trono francês (vigente entre os membros do ramo orleanista). Assim, um de seus parentes, chefe da Casa de Orleães, concordou em uma carta que seus descendentes utilizassem o título de príncipe de Orléans e Bragança. A titularidade de tal principado é contestada, e essa contestação vigora entre os descendentes de Elisabeth e do príncipe Pedro de Alcântara, que formam o denominado ramo de Petrópolis.
Depois de todo esse episódio, Elisabeth e Pedro de Alcântara desposaram-se no dia 14 de novembro de 1908, em Yvelines, na França. Elisabeth Dobrzensky faleceu aos setenta e cinco anos, na Quinta dos Anjinhos, em Sintra, Portugal. Ela já estava viúva de seu marido havia onze anos. Seus restos mortais encontram-se no Mausoléu Imperial, em Petrópolis, Rio de Janeiro.

## Descendência
Elisabeth e Pedro de Alcântara tiveram 5 filhos:
| Imagem | Nome            | Nascimento              | Morte                  | Notas |
| ------ | --------------- | ----------------------- | ---------------------- | --- |
|        | Isabel          | 13 de agosto de 1911    | 5 de julho de 2003     | Casou-se com o príncipe Henrique d'Orléans, Conde de Paris e pretendente orleanista ao trono da França, com descendência.                                                                                   |
|        | Pedro Gastão    | 19 de fevereiro de 1913 | 27 de dezembro de 2007 | Casou-se com a infanta Maria da Esperança de Espanha, com descendência. |
|        | Maria Francisca | 8 de setembro de 1914   | 15 de janeiro de 1968  | Casou-se com D. Duarte Nuno de Bragança, Duque de Bragança e pretendente ao trono de Portugal, com descendência.                                                                                            |
|        | João            | 15 de outubro de 1916   | 27 de junho de 2005    | Casou-se por duas vezes, a primeira com Fátima Sherifa Chirine, viúva do príncipe Hassan Toussoun do Egito, de quem se divorciou em 1971 e a segunda com Teresa Leite, com descendência apenas do primeiro. |
|        | Teresa Teodora  | 18 de junho de 1919     | 18 de abril de 2011    | Casou-se com o industrial português Ernesto Martorell y Calderó, com descendência. |

Elisabeth é, portanto, avó de  Henri d'Orléans, Conde de Paris (1933-2019) e do atual Duque de Bragança, D. Duarte Pio de Bragança (nascido em 1945).